# Thanatus inconsuetus
Thanatus inconsuetus là một loài nhện trong họ Philodromidae.
Loài này thuộc chi Thanatus. Thanatus inconsuetus được Lodovico di Caporiacco miêu tả năm 1940.